# Lough Rea SAC
Lough Rea SAC este o arie protejată (arie specială de conservare — SAC, sit de importanță comunitară — SCI) din Irlanda întinsă pe o suprafață de 364,6 ha, integral pe uscat.

## Localizare
Centrul sitului Lough Rea SAC este situat la coordonatele 53°11′17″N 8°34′33″W / 53.188078°N 8.575782°V.

## Înființare
Situl Lough Rea SAC a fost declarat sit de importanță comunitară în mai 1998 pentru a proteja 10 specii de animale. Situl a fost protejat și ca arie specială de conservare în octombrie 2017.

## Biodiversitate
Situată în ecoregiunea atlantică, aria protejată conține 1 habitat natural: Ape puternic oligomezotrofe cu vegetație bentonică cu Chara spp..
La baza desemnării sitului se află mai multe specii protejate de  păsări (10): rață lingurar (Anas clypeata), rață pitică (Anas crecca), rață fluierătoare (Anas penelope), rață mare (Anas platyrhynchos), rață-cu-cap-castaniu (Aythya ferina), rața moțată (Aythya fuligula), Bucephala clangula, lișiță (Fulica atra), ploier auriu (Pluvialis apricaria), nagâț (Vanellus vanellus).
Pe lângă speciile protejate, pe teritoriul sitului au mai fost identificate 1 specie de plante, 2 specii de păsări, 1 specie de pești.